# إميليانو أستورغا
إميليانو أستورغا (بالإسبانية: Emiliano Astorga) هو لاعب كرة قدم تشيلي، ولد في 21 سبتمبر 1960 في سان أنطونيو (تشيلي) في تشيلي. لعب مع ديبورتيس ماجالانز.